# Бијела Црква
Бијела Црква је насеље у општини Рожаје у Црној Гори. Према попису из 2011. било је 183 становника (према попису из 2003. било је 195 становника).

## Демографија
У насељу Бијела Црква живи 149 пунолетних становника, а просечна старост становништва износи 37,4 година (36,4 код мушкараца и 38,4 код жена). У насељу има 57 домаћинстава, а просечан број чланова по домаћинству је 3,42.
Ово насеље је углавном насељено Србима (према попису из 2003. године), а у последња три пописа, примећен је пад у броју становника.
|  |

| Демографија | Демографија | Демографија |
| Година      | Становника  | Становника  |
| ----------- | ----------- | ----------- |
|             |             |             |
|             |             |             |
|             |             |             |
|             |             |             |
| 1948.       | 313         |             |
| 1953.       | 337         |             |
| 1961.       | 318         |             |
| 1971.       | 291         |             |
| 1981.       | 289         |             |
| 1991.       | 245         | 238         |
| 2003.       | 195         | 195         |
| 2011.       |             | 183         |

| Национални састав према попису из 2003.‍ | Национални састав према попису из 2003.‍ | Национални састав према попису из 2003.‍ | Национални састав према попису из 2003.‍ | Национални састав према попису из 2003.‍ |
| --------------------------------------- | --------------------------------------- | --------------------------------------- | --------------------------------------- | --------------------------------------- |
|                                         |                                         |                                         |                                         |                                         |
| Срби                                    | Срби                                    |                                         | 171                                     | 87,69%                                  |
| Црногорци                               | Црногорци                               |                                         | 22                                      | 11,28%                                  |
| Бошњаци                                 | Бошњаци                                 |                                         | 1                                       | 0,51%                                   |

| Национални састав према попису из 2011.‍ | Национални састав према попису из 2011.‍ | Национални састав према попису из 2011.‍ | Национални састав према попису из 2011.‍ | Национални састав према попису из 2011.‍ |
| --------------------------------------- | --------------------------------------- | --------------------------------------- | --------------------------------------- | --------------------------------------- |
|                                         |                                         |                                         |                                         |                                         |
| Срби                                    | Срби                                    |                                         | 148                                     | 80,87%                                  |
| Црногорци                               | Црногорци                               |                                         | 31                                      | 22,4%                                   |

| Година пописа     | 1948. | 1953. | 1961. | 1971. | 1981. | 1991. | 2003. |
| ----------------- | ----- | ----- | ----- | ----- | ----- | ----- | ----- |
| Број домаћинстава | 42    | 44    | 39    | 47    | 47    | 49    | 57    |

| Број чланова      | 1  | 2 | 3  | 4  | 5  | 6 | 7 | 8 | 9 | 10 и више | Просек |
| ----------------- | -- | - | -- | -- | -- | - | - | - | - | --------- | ------ |
| Број домаћинстава | 57 | 7 | 10 | 11 | 15 | 9 | 5 | 0 | 0 | 0         | 0      |

| Пол    | Укупно | Неожењен/Неудата | Ожењен/Удата | Удовац/Удовица | Разведен/Разведена | Непознато |
| ------ | ------ | ---------------- | ------------ | -------------- | ------------------ | --------- |
| Мушки  | 80     | 36               | 42           | 2              | 0                  | 0         |
| Женски | 78     | 23               | 40           | 14             | 1                  | 0         |
| УКУПНО | 158    | 59               | 82           | 16             | 1                  | 0         |

| Пол    | Укупно                    | Пољопривреда, лов и шумарство | Рибарство                            | Вађење руде и камена | Прерађивачка индустрија       |
| ------ | ------------------------- | ----------------------------- | ------------------------------------ | -------------------- | ----------------------------- |
| Мушки  | 35                        | 12                            | 0                                    | 0                    | 3                             |
| Женски | 7                         | 2                             | 0                                    | 0                    | 0                             |
| УКУПНО | 42                        | 14                            | 0                                    | 0                    | 3                             |
| Пол    | Производња и снабдевање   | Грађевинарство                | Трговина                             | Хотели и ресторани   | Саобраћај, складиштење и везе |
| Мушки  | 0                         | 1                             | 3                                    | 0                    | 0                             |
| Женски | 0                         | 0                             | 0                                    | 0                    | 0                             |
| УКУПНО | 0                         | 1                             | 3                                    | 0                    | 0                             |
| Пол    | Финансијско посредовање   | Некретнине                    | Државна управа и одбрана             | Образовање           | Здравствени и социјални рад   |
| Мушки  | 0                         | 0                             | 2                                    | 0                    | 0                             |
| Женски | 0                         | 0                             | 0                                    | 2                    | 1                             |
| УКУПНО | 0                         | 0                             | 2                                    | 2                    | 1                             |
| Пол    | Остале услужне активности | Приватна домаћинства          | Екстериторијалне организације и тела | Непознато            | Непознато                     |
| Мушки  | 0                         | 0                             | 0                                    | 14                   | 14                            |
| Женски | 0                         | 0                             | 0                                    | 2                    | 2                             |
| УКУПНО | 0                         | 0                             | 0                                    | 16                   | 16                            |